# Dekanat Tomaszów-Północ
Dekanat Tomaszów-Północ – jeden z 19 dekanatów w rzymskokatolickiej diecezji zamojsko-lubaczowskiej.

## Parafie
W skład dekanatu wchodzi 9 parafii:
- parafia Wniebowzięcia NMP – Dzierążnia
- parafia św. Stanisława – Krynice
- parafia MB Częstochowskiej – Podhorce
- parafia Przemienienia Pańskiego – Rachanie
- parafia Krzyża Świętego – Szarowola
- parafia św. Apostołów Piotra i Pawła – Tarnawatka
- parafia św. Ojca Pio – Tomaszów Lubelski
- parafia Zwiastowania NMP – Tomaszów Lubelski
- parafia Nawiedzenia NMP – Wożuczyn

## Sąsiednie dekanaty
Józefów, Krasnobród, Łaszczów, Tarnoszyn, Tomaszów – Południe, Tyszowce